# James M. Robinson
James M. Robinson, (1924-2016), was een Amerikaans theoloog die gold als een van de meest prominente kenners van het vroege christendom.
Hij was een vooraanstaand lid van het Jesus Seminar en stond bekend als gezaghebbend vertaler en kenner van de gnostische Nag Hammadi-geschriften, waaronder het Evangelie van Thomas. Hij hield zich ook bezig met de zoektocht naar de Bron Q van de synoptische evangeliën.

## Werk
- The New Quest of the Historical Jesus (1959)
- The Sayings Gospel Q in Greek and English (2002)- vertaald: Het Jezus-evangelie. Zijn oorspronkelijke woorden (Utrecht 2008)
- The Nag Hammadi Library (1977; 4e dr., 1996)
- The Gospel of Jesus in search of the original good news (2005)

- Bibliothèque nationale de France: cb12164204r (data)
- Catàleg d'autoritats de noms i títols de Catalunya: 981058513791906706
- CiNii: DA06188020
- Gemeinsame Normdatei: 119070952
- International Standard Name Identifier: 0000 0001 0921 1814
- Library of Congress Control Number: n80034361
- Nationale Bibliotheek van Tsjechië: skuk0004828
- Nationale Bibliotheek van Israël: 987007267159305171
- Nederlandse Thesaurus van Auteursnamen: 068411952
- LIBRIS: 286093
- Système universitaire de documentation: 030170761
- Virtual International Authority File: 85178759
- WorldCat: E39PBJv8HpdKd78JjBRTtqr8YP

1. ↑  https://www.ulaval.ca/notre-universite/prix-et-distinctions/doctorats-honoris-causa-de-luniversite-laval/recipiendaires-doctorat-honoris-causa-2001-2002/james-m-robinson.html.